# كارلوس آي. نورييغا
كارلوس آي. نورييغا (بالإسبانية: Carlos Noriega)‏ هو ضابط ورائد فضاء وعالم بيروفي، ولد في 8 أكتوبر 1959 في ليما في بيرو.